# Sophie von Bayrstorff
Sophie von Bayrstorff (nacida Maria Anna Sophie Petin) (Neoburgo, 27 de julio de 1796- Tegernsee, 22 de febrero de 1838) fue una dama bávara, conocida por ser esposa morganática del príncipe Carlos de Baviera.

## Biografía
Fue hija del capitán François de Pétin, oficial de origen francés al servicio del ejército del Elector de Baviera y de su mujer la baronesa Maria Theodora von Branca.
Antes de 1817 comenzó una relación con el príncipe Carlos de Baviera, con quien tendría tres hijas, las dos primeras nacidas antes de que ambos contrajeran matrimonio morganático el 1 de octubre de 1823 en Múnich. Las hijas, que llevaron en su nacimiento el título de baronesas, son las siguientes:
- Caroline Sophie von Bayrstorff (1817-1889),[2] dama de la Orden de Santa Isabel (1840),[3] casada en 1834 en Múnich con el barón Adolf Eberhard von Gumppenberg (1804-1877).[2]
- Maximiliane Theodore von Bayrstorff (1823-1895),[4] dama de la Orden de Santa Isabel (1851)[3]y dama de honor de la Orden de Teresa, casada el 7 de julio de 1841 con el conde August Walther von Drechsel (1810-1880).[4]
- Franziska Sophie von Bayrstorff (1827-1912),[5] dama de la Orden de Santa Isabel (1845),[3]casada con Paolo Martins, vizconde de Almeida (1806-1874), con descendencia.

El mismo día de su matrimonio Sophie fue elevada al rango de baronesa (en alemán, freifrau) por el padre de su esposo, Maximiliano I de Baviera bajo el nombre de Bayrstorff.Sophie residió en Munich, en el Palacio Bayrstorff.
Murió en Tegernsee, Baviera, a orillas del lago homónimo, el 22 de febrero de 1838. Fue enterrada en Starnberg-Söckin, en un mausoleo ideado por el arquitecto Joseph Daniel Ohlmüller.
Tres años después de su muerte, el 5 de mayo de 1841, sus hijas serían elevadas al rango de condesas por parte de Luis I de Baviera.